# چارلز فیلیپ فنویک
چارلز فیلیپ فنویک (انگلیسی: Charles Philip Fenwick؛ ۱۰ ژوئیه ۱۸۹۱ – ۲۰ مارس ۱۹۵۴) پرسنل نظامی اهل کانادا بود.